# GNK 디나모 자그레브
GNK 디나모 자그레브(Građanski nogometni klub Dinamo Zagreb)는 자그레브를 연고로 하는 크로아티아의 축구 클럽이다. 현재는 프르바 HNL에 참가하고 있다.
클럽이 공식적으로 창단된 해는 1945년도지만 HŠK 그라잔스키 자그레브(HŠK Građanski Zagreb)를 전신으로 한다. 크로아티아에서는 HŠK 그라잔스키 자그레브가 창단된 날인 1911년 4월 26일부터 디나모 자그레브의 창단일로 본다. NK 자그레브와 라이벌 관계에 있다.

## 선수 명단

### 현역
참고: FIFA 자격 규정에 따라 소속된 국가대표팀 국기를 표시합니다. 선수는 복수의 FIFA 비회원국 국적을 가지고 있을 수 있습니다.
| 번호 | 포지션 | 국적         | 이름                   |
| ---- | ------ | ------------ | ---------------------- |
| 2    | DF     | 이란         | 사데그 모하라미        |
| 3    | DF     |              | 오기와라 타쿠야        |
| 5    | MF     | 북마케도니아 | 아리얀 아데미          |
| 6    | DF     |              | 막심 베르나워          |
| 11   | MF     | 알바니아     | 아르버르 호자          |
| 18   | DF     |              | 로나엘 피에르-가브리엘 |
| 22   | DF     | 북마케도니아 | 스테판 리스토프스키    |
| 28   | DF     |              | 케빈 테오필 캐서린     |

| 번호 | 포지션 | 국적 | 이름 |
| ---- | ------ | ---- | ---- |

## 역대 감독
| 감독                  | 임기      |
| --------------------- | --------- |
| 브란코 제베츠         | 1965~1967 |
| 이반 호르바트         | 1967~1970 |
| 즐라트코 차이코브스키 | 1970~1971 |
| 드라간 예르코비치     | 1971~1972 |
| 스체판 보베크         | 1972      |
| 미로슬라브 블라제비치 | 1980~1983 |
| 브란코 제베츠         | 1984      |
| 미로슬라브 블라제비치 | 1986~1988 |
| 요시프 스코블라르     | 1988~1989 |
| 미로슬라브 블라제비치 | 1992~1994 |
| 벨리미르 자예츠       | 1998~1999 |
| 오스발도 아르딜레스   | 1999      |
| 미로슬라브 블라제비치 | 2002~2003 |
| 니콜라 유르체비치     | 2003~2004 |
| 브란코 이반코비치     | 2006~2008 |
| 즈보니미르 솔도       | 2007~2008 |
| 브란코 이반코비치     | 2008      |
| 즈보니미르 솔도       | 2008      |
| 이고르 슈티마츠       | 2009~2010 |
| 벨리미르 자예츠       | 2010      |
| 스레텐 추크           | 2010      |
| 바히드 할릴호지치     | 2010~2011 |
| 니콜라 유르체비치     | 2018      |
| 네나드 비엘리차       | 2018~2020 |
| 이고르 비슈찬         | 2023      |
| 세르게이 야키로비치   | 2023~2024 |
| 파비오 칸나바로       | 2024~2025 |